# Канзас (Илиноис)
Канзас (енгл. Kansas) град је у америчкој савезној држави Илиноис.

## Демографија
По попису из 2010. године број становника је 787, што је 55 (-6,5%) становника мање него 2000. године.
| Група             | 2000.       | 2010.       |
| Белци             | 821 (97,5%) | 765 (97,2%) |
| Афроамериканци    | 3 (0,4%)    | 8 (1,0%)    |
| Азијати           | 1 (0,1%)    | 0 (0,0%)    |
| Хиспаноамериканци | 12 (1,4%)   | 11 (1,4%)   |
| Укупно            | 842         | 787         |